# Pusztaederics, Zala
Pusztaederics  este un sat în districtul Zalaegerszeg, județul Zala, Ungaria, având o populație de 178 de locuitori (2011). 

## Demografie
Componența etnică a satului Pusztaederics
     Maghiari (100%)
Componența confesională a satului Pusztaederics
     Romano-catolici (65,17%)
     Luterani (10,67%)
     Necunoscută (24,16%)
Conform recensământului din 2011, satul Pusztaederics avea 178 de locuitori. Din punct de vedere etnic, majoritatea locuitorilor (100,0%) erau maghiari.  Din punct de vedere confesional, majoritatea locuitorilor (65,17%) erau romano-catolici, cu o minoritate de luterani (10,67%). Pentru 24,16% din locuitori nu este cunoscută apartenența confesională.